# Folkets hus, Borlänge

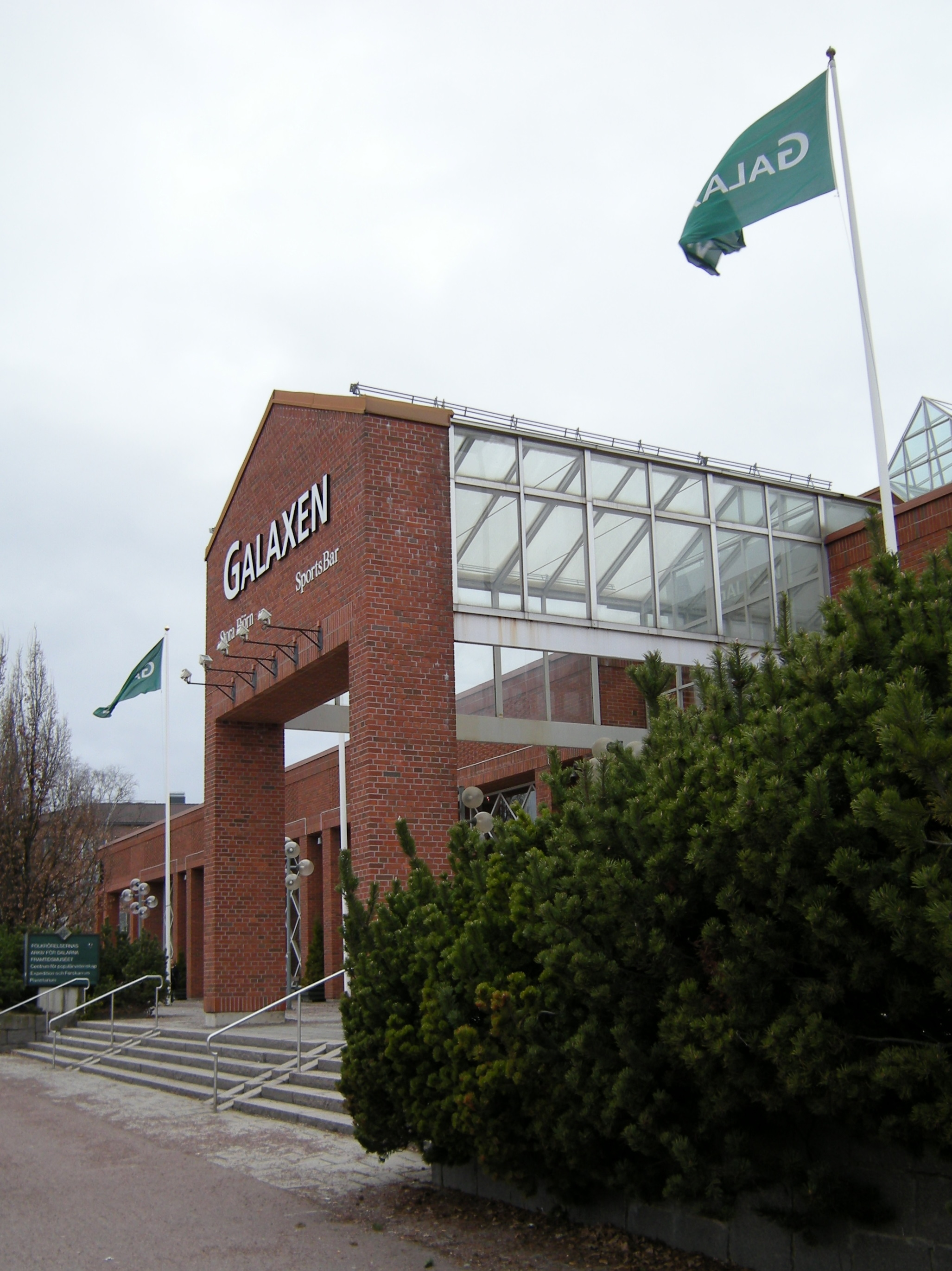
Entrén

Folkets hus i Borlänge är ett folkets hus beläget centralt i Borlänge. I lokalerna finns hotellkedjan Quality Hotel med anläggningen Galaxen. Det är Dalarnas största anläggning för hotellverksamhet och konferenser.

## Väggmålningen
I Folkets hus finns en väggmålning med 44 meters längd och 6 meters höjd vid entrén till samlingssalen Stora Björn. Målningstekniken är al fresco, det vill säga ljusäkta färger uppslammade i vatten målas på en yta av ny och ännu fuktig kalkputs. Motiven är artister med anknytning till Borlänge, Dalarna eller som uppträtt i Folkets hus eller Folkets Park i Borlänge. Det är bland andra Ernst Rolf, Jussi Björling, Dan Andersson, Putte Wickman, Calle Jularbo och många bilder från teatrar på besök.
Konstnären bakom verket heter Acke Oldenburg.